# Sorghastrum
Genre
Sorghastrum est un genre de plantes de la famille des Poaceae, comprenant vingt espèces.

## Liste des espèces
Selon Catalogue of Life (31 octobre 2020) :
- Sorghastrum balansae
- Sorghastrum brunneum
- Sorghastrum chaseae
- Sorghastrum contractum
- Sorghastrum crassum
- Sorghastrum elliottii
- Sorghastrum fuscescens
- Sorghastrum incompletum
- Sorghastrum minarum
- Sorghastrum nudipes
- Sorghastrum nutans
- Sorghastrum pellitum
- Sorghastrum pogonostachyum
- Sorghastrum pohlianum
- Sorghastrum scaberrimum
- Sorghastrum secundum
- Sorghastrum setosum
- Sorghastrum stipoides
- Sorghastrum tisserantii
- Sorghastrum viride